# ليساندرا غيرا
ليساندرا غيرا (بالإسبانية: Lisandra Guerra)‏ مواليد 31 أكتوبر 1987، هي دراجة كوبية في صنف سباق الدراجات على المضمار. شاركت في دورة الألعاب الأولمبية الصيفية.

## روابط خارجية
- ليساندرا غيرا على موقع أرشيف الدراجات (الإنجليزية)
- ليساندرا غيرا على موقع أوليمبيديا (الإنجليزية)